# Edmund Gettier
Edmund L. Gettier (Baltimore, 1927 - 2021)  era un filósofo estadounidense profesor emérito de la Universidad de Massachusetts. Le debe su reputación a un artículo de tres páginas publicado en 1963 titulado «Is Justified True Belief Knowledge?», en el que planteaba lo que ha recibido el nombre de problema de Gettier.
Gettier asistió a la Universidad de Cornell, donde encontró a profesores como Max Black y Norman Malcolm. Inicialmente se sintió atraído por las ideas de Wittgenstein. Su primer trabajo como profesor lo desempeñó en la Wayne State University de Detroit, Míchigan, donde tenía como colegas a Keith Lehrer, R. C. Sleigh y Alvin Plantinga. Como publicaba poco, sus colegas le animaron a escribir cualquier idea que tuviese para contentar a la administración. El resultado fue un artículo de tres páginas que se convirtió en uno de los más famosos de la filosofía analítica contemporánea. Gettier no volvió a publicar nada desde entonces, pero ha enseñado a sus estudiantes nuevos métodos para encontrar e ilustrar contramodelos de lógica modal.
En su artículo, Gettier cuestiona el concepto de creencia verdadera justificada que ya aparece en el Teeteto de Platón. Este concepto contaba con la aceptación de la mayoría de filósofos de la época, como los epistemólogos Clarence Irving Lewis y su discípulo, Roderick Chisholm. El artículo de Gettier refutaba la identificación de creencia verdadera justificada con conocimiento, aunque algunos consideran que la validez de esta definición ya había sido puesta en duda por Wittgenstein.